# Jaume Sanchis Soriano
Jaume Sanchis Soriano (Montesa, la Costera, 1994) és un pilotari valencià, que competeix en la modalitat de raspall, tot jugant de mitger.
En l'any 2010 va debutar com a professional al trinquet de Bellreguard. Dos anys després, amb Waldo, va guanyar la seua primera Lliga de Raspall. De nou amb Waldo, va guanyar la Copa President Diputació de València del 2015 al derrotar el trio format per Guille, Alberto i Ricardet, en 2015. L'any posterior torna a guanyar la Lliga, ara de company de Roberto i de Ricard. A finals de la dècada del 2010 arrossega molèsties que ralenteixen el seu rendiment i finalment, s'intervé a finals del 2020.

## Palmarès esportiu[4]
- Campió Copa President Diputació de València 2015
- Subcampió Copa President Diputació de València 2017
- Campió Torneig Mancomunitats 2019
- Campió Trofeu Mancomunitat de Municipis de la Safor 2012
- Subcampió Trofeu Mancomunitat de Municipis de la Safor 2014
- Subcampió Trofeu Mixt Savipecho 2016
- Subcampió Trofeu Mancomunitat de la Costera i la Canal 2014 | 2018
- Subcampió Trofeu Generalitat Valenciana de Raspall 2020